# Coyote (mythologie)
Pour les articles homonymes, voir Coyote (homonymie).

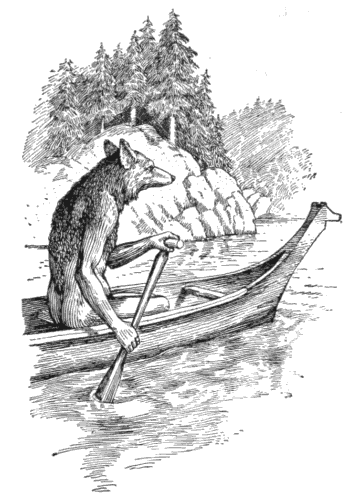
Coyote faisant du canoë.

Le Coyote est un personnage de la mythologie amérindienne basé sur l'animal éponyme (Canis latrans). Ce personnage est généralement un mâle et est anthropomorphique bien qu'il garde certains caractères d'un coyote avec une fourrure, des oreilles pointues, des yeux jaunes et une queue. Les légendes sur ce personnage sont très variées et dépendent fortement des régions.
En Californie, le Coyote est présent dans la culture des tribus Karuk, Tongva, Ohlone, Miwok et Pomo. Dans les Grandes Plaines, le coyote est présent dans la mythologie des tribus Crow, Ho-Chunk et Menominee. Dans les plateaux, il est présent chez les tribus Chinook, Multnomah, Têtes-Plates, Nez-Percés, Nlaka'pamux, Secwepemc, St'at'imc, Tsilhqot'in et Yakama.
Le mythe du Coyote présente des ressemblances avec ceux d'autres cultures :
- Loki (Scandinavie) ;
- Prométhée (Grèce) ;
- Anansi (Afrique de l'Ouest et Caraïbes).

Ces personnages partagent avec lui le fait d'avoir volé le feu aux dieux et de l'avoir offert aux Hommes. Il a également quelques similitudes avec la divinité polynésienne Māui qui a elle aussi volé le feu pour le donner à l'Homme tout en apportant la mort dans le monde.
Claude Lévi-Strauss, l'anthropologue français, propose une théorie structuraliste qui suggère que le Coyote et le Corbeau ont obtenu leurs statuts dans les mythes car ce sont des animaux associés au passage de la vie à la mort.